# Byrådirektör
Byrådirektör är i Sverige titeln på en tjänsteman inom statlig förvaltning, närmast under avdelningsdirektör. Titeln har även använts inom det finländska järnvägsväsendet.

## Finland
Under den ryska tiden var byrådirektören chef för Järnvägsstyrelsens byråavdelning och dessutom medlem av Järnvägsstyrelsens kollegium. Han utövade tillsyn över  Statsjärnvägarnas uppbörd. Han var även ansvarig för övervakningen av kamrerarkontoret och kontrollkontoret. Från 1904 var han också ordförande för Statsjärnvägarnas distriktsstyrelse i Sankt Petersburg och hade där tjänstebeteckningen distriktschef.